# 短穗刺蕊草
短穗刺蕊草（学名：Pogostemon championii），为唇形科刺蕊草属下的一个植物种。